# Martha Ofelia Galindo
Martha Ofelia Galindo (Monterrey, 12 de julho de 1929) é uma atriz mexicana.

## Filmografia

### Televisão
- Como dice el dicho (2015)
- Qué pobres tan ricos (2013-2014) - Dona Vânia
- Un gancho al corazón (2009) - Bruxa Bartola
- La hora pico (2007) - Convidada
- ¡Qué madre, tan padre! (2006) - Doña Magos
- La esposa virgen (2005) - Mariana
- La escuelita VIP (2004) - Miss Canuta
- Cero en conducta (1999-2003) - Miss Canuta "La Maestra Canuta"
- ¡Vivan los niños! (2002-2003) - Gorgonia "La Rana"
- Gotita de amor (1998) - Leocadia
- Preciosa (1998) - Chata
- Mujer, casos de la vida real (1996-1998)
- Mi pequeña traviesa (1997) - Chata
- Los hijos de nadie (1997) - Celes
- Si Dios me quita la vida (1995) - Gilda
- Hasta que la muerte los separe (1994) - Nacha
- Marimar (1994) - Josefina
- Dr. Cándido Pérez (1993) - Convidada
- Baila conmigo (1992) - Lupe
- Las Aventuras de Capulina (1988)
- Las solteras del 2 (1988) - Minerva
- Cachún cachún ra ra! (1981) - Mãe de Petunia
- Juegos del destino (1981) - Carmen
- Honrarás a los tuyos (1979)
- Gotita de gente (1978) - Teresa

### Cinema
- Cuando tu me has deseado (2005)
- Antojitos mexicanos (1992)
- Cándido Pérez, especialista en señoras (1991) - Doña Socorrito
- Dos tipos de cuidado (1989)
- Señoritas a disgusto (1989) - Lucillita
- Chiquita pero picosa (1986) - Madre Superiora
- Cementerio del terror (1985) - Mãe de Usi e César
- Estas ruinas que ves (1979) - Bertila Begonia
- El juego de Zuzanka (1970)
- Aventuras de Cucuruchito y Pinocho (1943)